# Изумрудное (Карагандинская область)
Изумру́дное (каз. Изумрудный) — упразднённое село в Абайском районе Карагандинской области Казахстана. Входило в состав Самарского сельского округа. Код КАТО — 353281300. Исключено из учётных данных в 2023 году.

## Население
В 1999 году население села составляло 457 человек (225 мужчин и 232 женщины). По данным переписи 2009 года, в селе проживали 64 человека (37 мужчин и 27 женщин).

## История

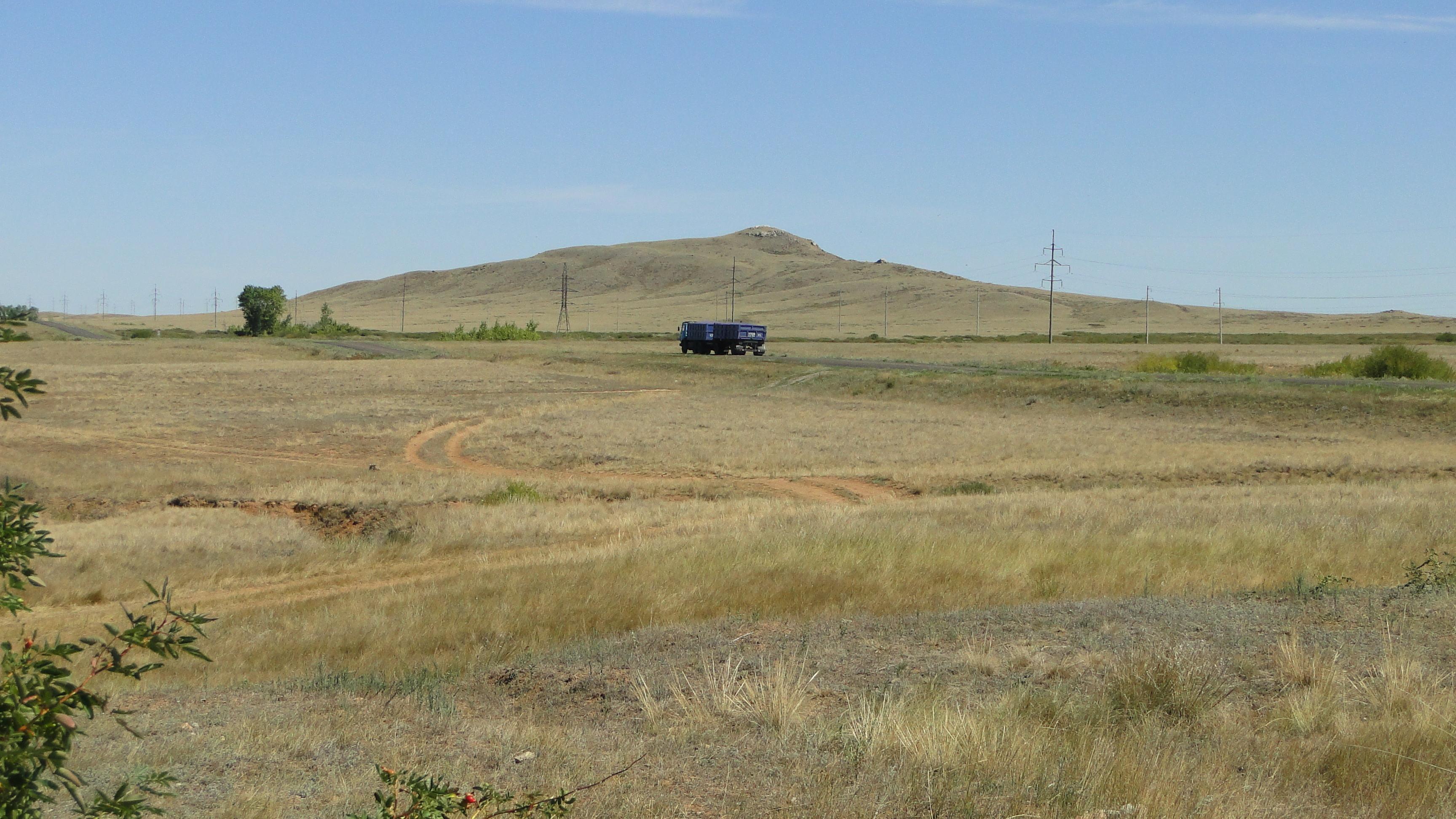
Дорога P-187 в районе села

Посёлок строителей был основан в 1974 году в связи со строительством 2-й очереди канала Иртыш — Караганда.